# Bank of Scotland
Ne doit pas être confondu avec Royal Bank of Scotland.
La Banque d'Écosse (Bank of Scotland) est une banque commerciale régionale en Écosse qui conserve traditionnellement le pouvoir d'émission des livres. Elle ne doit pas être confondue avec la Royal Bank of Scotland. Fondée en 1695, c'est l'une des plus anciennes banques britanniques et la seule institution à avoir été créée du temps de l'ancien Parlement écossais qui fut supprimé en 1707. À la suite de sa fusion avec Halifax elle-même rachetée par la Lloyds, elle appartient aujourd'hui (2015) à Lloyds Banking Group (LBG).
En mai 2001, après plusieurs mois de tractations, elle fusionne avec Halifax, numéro un britannique du crédit immobilier. Le nouveau groupe est baptisé HBOS (Halifax-Bank of Scotland), et se place au cinquième rang derrière les quatre leaders du marché que sont HSBC, Barclays, Lloyds TSB et Royal Bank of Scotland.